# David Tennant
David Tennant, pseudonimo di David John McDonald (Bathgate, 18 aprile 1971), è un attore scozzese.
È noto principalmente per aver interpretato la decima incarnazione e la quattordicesima incarnazione del personaggio del Dottore protagonista della serie televisiva di fantascienza Doctor Who, l'ispettore Alec Hardy nella serie TV Broadchurch, il demone Crowley nella serie TV Good Omens e Kilgrave nella serie TV Jessica Jones. Al cinema il ruolo che l'ha reso celebre è quello di Barty Crouch Jr. in Harry Potter e il calice di fuoco.
Dal 2017 è la voce di Paperon de' Paperoni nella serie animata Disney DuckTales, reboot dell'omonima serie del 1987.

## Biografia
È nato il 18 aprile 1971 a Bathgate, in Scozia. Per iscriversi al sindacato britannico degli attori Equity Union ha dovuto cambiare cognome, perché c'era già iscritto un altro David McDonald; leggendo la rivista Smash Hits ha deciso di adottare quello di Neil Tennant, il cantante dei Pet Shop Boys. Nel corso di una livechat con i lettori del quotidiano britannico The Guardian, l'attore ha dichiarato di aver dovuto infine cambiare legalmente il suo cognome in Tennant a causa del regolamento del sindacato statunitense degli attori Screen Actors Guild.
Ha frequentato la Royal Scottish Academy of Music and Drama di Glasgow. Ha incominciato a recitare muovendo i primi passi sul palcoscenico di piccoli locali come il Young Vic, l'Edinburgh Lyceum e il 7:84 Theatre Company, facendo la classica gavetta shakespeariana. Nel 2003 ha ricevuto una nomination per il Laurence Olivier Theatre Award come miglior attore nel ruolo interpretato in Lobby Hero. È apparso in molte produzioni televisive britanniche ed è un apprezzato doppiatore per i documentari di National Geographic, per i programmi di Radio 4 e per audiolibri. È stato poi chiamato dalla Warner Bros. per impersonare Barty Crouch Jr. in Harry Potter e il calice di fuoco, quarto film della serie.
Nel 2005 prende parte al remake della serie televisiva The Quatermass Experiment del 1953, The Quatermass Experiment, nella parte del Dottore Gordon Briscoe. Tra il 2006 e il 2013 ha impersonato il Decimo Dottore nella popolare serie televisiva di fantascienza britannica Doctor Who, con cui ha vinto diversi premi. Nel 2011 partecipa al film Una sposa in affitto. Nel 2012 è stato scelto per il ruolo dell'ispettore Alec Hardy nel telefilm drammatico Broadchurch, ruolo interpretato per 3 stagioni, dal 2013 al 2017.
Nel 2014 è protagonista di Gracepoint, remake di Broadchurch, con cui vincerà ai People's Choice Awards il premio come miglior attore protagonista in una nuova serie TV, nel 2015. Sempre nel 2014, entra nel cast del film La nostra vacanza in Scozia nel ruolo di uno dei protagonisti, film che entrerà nelle 10 migliori commedie inglesi dell'anno. Nel 2015 interpreta il personaggio di Kilgrave, l'Uomo Porpora, nella serie televisiva Jessica Jones prodotta da Netflix in collaborazione con la Marvel. Nel 2017, entra nel cast del film You, me and him e recita come protagonista nel film Mad to be normal. Nel 2018, recita nel film Bad Samaritan, come antagonista psicopatico, ricordando quasi la sua interpretazione di Barty Crouch Jr. in Harry Potter. Sempre nel 2018, è protagonista della serie TV della BBC There She Goes e interpreta il ruolo del protagonista nella serie TV Camping (remake americano della serie britannica dallo stesso titolo). Nel 2019, è protagonista della miniserie di successo di Amazon Prime Video, Good Omens, nel ruolo del demone Crowley. Sempre nel 2019, è entrato nel cast della serie Criminal, uscita in autunno su Netflix. Nel 2020 ha iniziato delle trattative con Ed Schwitzer per creare un nuovo film ambientato a Edimburgo.
È sposato dal 30 dicembre 2011 con l'attrice Georgia Moffett, figlia dell'attore Peter Davison che interpretò il Quinto Dottore. La coppia ha cinque figli: Ty Peter (27 marzo 2002) nato quando Georgia aveva 17 anni e adottato da David Tennant nel 2011, Olive (29 marzo 2011), Wilfred (2 maggio 2013), Doris (9 novembre 2015) e Birdie (13 ottobre 2019).

### Doctor Who(2005–2010, 2013, 2023)
Doctor Who tornò sulla televisione britannica nel 2005, con Christopher Eccleston nel ruolo del Nono Dottore nella prima stagione della nuova serie. Tennant lo sostituì a partire dalla seconda stagione debuttando nel ruolo del Decimo Dottore nell'episodio Padroni dell'universo (2005) alla fine della scena della rigenerazione. Incominciò le riprese della nuova serie di Doctor Who alla fine di luglio del 2005. La sua prima apparizione vera e propria avvenne nello speciale natalizio L'invasione di Natale, trasmesso il giorno di Natale del 2005.
Tennant espresse entusiasmo circa il ruolo affermando di aver realizzato uno dei suoi sogni di bambino. Nel 2006, i lettori di Doctor Who Magazine elessero Tennant il "Miglior Dottore" di sempre. Nel 2007 Tennant apparve insieme a Peter Davison (il Quinto Dottore) nello speciale di beneficenza Children in Need, scritto da Steven Moffat e intitolato Time Crash. Nel 2008 apparve insieme alla figlia di Davison, Georgia Moffett (nel ruolo di "Jenny") nell'episodio La figlia del Dottore.
David Tennant continuò a interpretare il Decimo Dottore nella terza e nella quarta serie. Tuttavia, il 29 ottobre 2008, Tennant annunciò che avrebbe abbandonato il ruolo dopo tre stagioni del programma. Indossò ancora i panni del Dottore in quattro speciali del 2009, prima di recitare nel suo ultimo episodio andato in onda il 1º gennaio 2010 e lasciare il ruolo a Matt Smith. Il 27 marzo 2012 viene ufficializzato il ritorno occasionale di David come Decimo Dottore in Doctor Who entrando nel cast per lo speciale del cinquantesimo anniversario dalla nascita della serie. Dal 2015 partecipa ai racconti audio basati sulla serie di Big Finish Productions.
Nel maggio 2022, in vista del sessantesimo anniversario della serie tv, viene annunciato ancora una volta il ritorno di David, insieme a Catherine Tate (Donna Noble).
Ha un cameo alla fine dello speciale The Power of the Doctor, uscito ad ottobre 2022, dove viene rivelato che avrebbe interpretato il Quattordicesimo Dottore, rendendolo il primo attore ad interpretare due diverse incarnazioni del personaggio. Tennant appare come protagonista negli special trasmessi nel 2023, per poi passare il ruolo a Ncuti Gatwa (sebbene il suo Dottore non "muoia" come i suoi predecessori e continua a coesistere invece con quello interpretato da Gatwa).

## Filmografia

### Attore

#### Cinema
- Spaces – cortometraggio (1993)
- Jude, regia di Michael Winterbottom (1996)
- Los Angeles senza meta (L.A. Without a Map), regia di Mika Kaurismäki (1998)
- Last September (The Last September), regia di Deborah Warner (1999)
- Being Considered, regia di Jonathan Newman (2000)
- Nine 1/2 Minutes, regia di Josh Appignanesi, Misha Manson-Smith – cortometraggio (2003)
- Bright Young Things, regia di Stephen Fry (2003)
- Sweetnightgoodheart, regia di Dan Zeff – cortometraggio (2005)
- Harry Potter e il calice di fuoco (Harry Potter and the Goblet of Fire), regia di Mike Newell (2005)
- Il mio amico Einstein, regia di Philip Martin (2008)
- Glorious 39, regia di Stephen Poliakoff (2009)
- St.Trinian's 2 - La leggenda del tesoro segreto (St Trinian's 2 - The Legend of Fritton's Gold), regia di Oliver Parker e Barnaby Thompson (2009)
- Una sposa in affitto, regia di Sheree Folkson (2011)
- Fright Night - Il vampiro della porta accanto, regia di Craig Gillespie (2011)
- Nativity 2: Danger In The Manger!, regia di Debbie Isitt (2012)
- La nostra vacanza in Scozia (What We Did on Our Holiday), regia di Andy Hamilton e Gay Jenkin (2014)
- Mad to be normal, regia di Robert Mullan (2017)
- You, me and him, regia di Daisy Aitkens (2017)
- Bad Samaritan, regia di Dean Devlin (2018)
- Maria regina di Scozia (Mary Queen of Scots), regia di Josie Rourke (2018)
- Il club dei delitti del giovedì (The Thursday Murder Club), regia di Chris Columbus (2025)

### Televisione
- Rab C Nesbitt – serie TV, episodio 3x02 (1993)
- The Tales of Para Handy – serie TV, episodio 2x02 (1994)
- Takin' Over the Asylum – serie TV, 6 episodi (1994)
- The Bill – serie TV, episodio 11x128 (1995)
- A Mug's Game – serie TV (1996)
- Holding the Baby – serie TV, episodio 1x02 (1997)
- Duck Patrol – serie TV, 7 episodi (1998)
- The Mrs Bradley Mysteries – serie TV, episodio 1x01 (1999)
- Randall & Hopkirk – serie TV, episodio 1x01 (2000)
- People Like Us – serie TV, episodio 2x04 (2001)
- Foyle's War – serie TV, episodio 1x03 (2002)
- Spine Chillers – serie TV, episodio 1x01 (2003)
- The Deputy, regia di Patrick Lau – film TV (2004)
- He Knew He Was Right – miniserie TV (2004)
- Blackpool – serie TV, 6 episodi (2004)
- The Quatermass Experiment, regia di Sam Miller – film TV (2005)
- Casanova, regia di Sheree Folkson – miniserie TV (2005) – Giacomo Casanova
- Doctor Who – serie TV, 53 episodi (2005-2010, 2013, 2022-2023) – Decimo Dottore, Quattordicesimo Dottore
- Secret Smile, regia di Christopher Menaul – film TV (2005)
- The Romantics – miniserie TV, episodio 1x01 (2006) – Jean-Jacques Rousseau
- The Chatterley Affair – film TV (2006)
- Recovery, regia di Andy De Emmony – film TV (2007)
- Learners, regia di Francesca Joseph – film TV (2007)
- Il mio amico Einstein (Einstein and Eddington), regia di Philip Martin – film TV (2008) – Sir Arthur Eddington
- Hamlet, regia di Gregory Doran – film TV (2009) – Amleto
- Le avventure di Sarah Jane (The Sarah Jane Adventures) – serie TV, episodi 3x05-3x06 (2009) - Decimo Dottore
- Single Father – miniserie TV (2010)
- True Love – miniserie TV, puntata 1 (2012)
- The Politician's Husband, regia di Simon Cellan Jones – miniserie TV (2013)
- Spies of Warsaw – miniserie TV (2013)
- The Escape Artist – miniserie TV (2013)
- Gracepoint – serie TV, 10 episodi (2014)
- Jessica Jones – serie TV, 13 episodi (2015-2019)
- Broadchurch – serie TV, 24 episodi (2013-2017)
- Camping – serie TV, 8 episodi (2018)
- There She Goes – serie TV, 11 episodi (2018-2023)
- Good Omens – serie TV, 12 episodi (2019- in corso)
- Criminal: Regno Unito (Criminal: UK) – serie TV, 1 episodio (2019)
- Deadwater Fell – miniserie TV, 4 episodi (2020)
- Staged – miniserie TV, 20 episodi (2020-2022)
- Des – miniserie TV, 3 episodi (2020)
- Il giro del mondo in 80 giorni (Around the World in 80 Days) – serie TV, 8 episodi (2021)
- Inside Man – serie TV, 4 episodi (2022)
- Litvinenko - Indagine sulla morte di un dissidente (Litvinenko) – miniserie TV, 4 puntate (2022)
- Rivals – serie TV, 8 episodi (2024)

### Doppiatore

#### Animazione
- Pirati! Briganti da strapazzo, regia di Peter Lord e Jeff Newitt (2012)
- Star Wars: The Clone Wars – serie TV, episodi 5x07-5x08-5x09 (2012)
- Dragons - serie animata (2012-2018)
- Postino Pat - Il film, regia di Mike Disa (2014)
- Teenage Mutant Ninja Turtles - serie animata, 15 episodi (2015-2016)
- I Griffin - serie animata, 1 episodio (2016)
- Ferdinand, regia di Carlos Saldanha (2017)
- DuckTales - serie animata, 60 episodi (2017-2021)
- Final Space - serie animata, 21 episodi (2018)
- A casa dei Loud: Il film, regia di Dave Needham (2021)
- La leggenda di Vox Machina - serie animata, 2 episodi (2022)
- Cip & Ciop agenti speciali, regia di Akiva Schaffer (2022)
- Il prodigioso Maurice, regia di Toby Genkel e Florian Westermann (2022)
- Ahsoka – serie TV, 8 episodi (2023)
- I Simpson - serie animata, 1 episodio (2023)
- Moon Girl e Devil Dinosaur - serie animata, 1 episodio (2024)
- Ark: The Animated Series – serie animata, 2 episodi (2024)

#### Videogiochi
- Just Cause 3 (2015)
- Call of Duty: World War II (2017)

## Teatro
- What the Butler Saw (1995 - Royal National Theatre)
- Come vi piace (1996 - Royal Shakespeare Company)
- The General From America (1996 - Royal Shakespeare Company)
- The Herbal Bed (1996 - Royal Shakespeare Company)
- Hurly Burly (1997 - Queen's Theatre Peter Hall Company)
- Black comedy (1998 - Comedy Yvonne Arnaud, Guildford)
- Il vero ispettore Hound (1998 - Comedy Yvonne Arnaud, Guildford)
- For one night only (1998 - Royal Shakespeare Company)
- An Experienced Woman Gives Advice (1999 - Manchester Royal Exchange)
- Re Lear (1999 - Manchester Royal Exchange, nel ruolo di Edgar)
- La commedia degli errori (2000 - Royal Shakespeare Company)
- I rivali (2000 - Royal Shakespeare Company)
- Romeo e Giulietta (2000 - Royal Shakespeare Company)
- Laughter In The Dark (2000 - Royal Shakespeare Company)
- Sogno di una notte di mezza estate (2001 - Royal Shakespeare Company)
- Push-Up (2002 - Royal Court Theatre)
- The Lobby Hero (2002 - The Donmar Warehouse)
- The Pillowman (2003 - Royal National Theatre)
- Ricorda con rabbia (2005 - Edinburgh Royal Lyceum)
- Ricorda con rabbia (2006 - Royal Court Theatre)
- Amleto (2008 - Royal Shakespeare Company/Novello Theatre)
- Pene d'amore perdute (2008 - Royal Shakespeare Company)
- Celebrity Autobiography (2010 - Leicester Square Theatre)
- Much Ado About Nothing (2011 - Wyndham's Theatre)
- Riccardo II (2013 - Royal Shakespeare Company)
- Riccardo III (2016 - Royal Shakespeare Company)
- Don Juan in Soho (17 marzo 2017 - 10 giugno 2017)
- Good (2022 - Harold Pinter Theatre)
- Macbeth (Dicembre 2023 - Febbraio 2024 Donmar Warehouse Londra)

## Riconoscimenti
- Laurence Oliver Awards
  - Candidatura come miglior attore in Lobby Hero
  - Candidatura come miglior attore in Good
  - Candidatura come miglior attore per Macbeth
- BAFTA Cymru
  - 2007 Vincitore come miglior attore in Doctor Who

- BAFTA Scotland
  - 2009 Candidatura come miglior attore in Doctor Who
  - 2014 Vincitore come miglior attore in The Escape Artist
  - 2015 Candidatura come miglior attore in La nostra vacanza in Scozia
- Emmy Awards
  - 2013 Vincitore come performer eccezionale in un cartone animato in Star Wars: The Clone Wars
  - 2021 Vincitore come miglior attore in Des
- 2007 Festival della televisione di Monte Carlo
  - Candidatura come attore eccezionale in una serie TV drama
- 2017 Newport Beach Film Festival
  - Vincitore come eccezionale realizzazione di Filmaking: Acting in Mad to Be Normal
- 2012 BBC Audio Drama Awards
  - Vincitore come miglior attore in Kafka: The Musical
- Broadcasting Press Guild
  - 2006 Candidatura come miglior attore in Casanova, Doctor Who, Secret Smile
  - 2009 Candidatura come miglior attore in Doctor Who e Il mio amico Einstein
  - 2010 Candidatura come miglior attore in Doctor Who, Hamlet
  - 2014 Candidatura come miglior attore in Broadchurch
- Constellation Awards
  - 2007 Vincitore come miglior attore maschile in una serie fantascientifica nel quarto episodio della seconda stagione di Doctor Who
  - 2008 Vincitore come miglior attore maschile in una serie fantascientifica nel nono episodio della terza stagione di Doctor Who
  - 2010 Vincitore come miglior attore maschile in una serie fantascientifica nel decimo episodio della quarta stagione di Doctor Who
- 2007 Glenfiddich Spirit of Scotland Awards
  - Vincitore dello Screen
- National Television Awards
  - 2007 Vincitore come miglior attore popolare in Doctor Who
  - 2008 Vincitore come miglior attore popolare in Doctor Who
  - 2008 Vincitore come eccezionale interpretazione in una serie drama in Doctor Who
  - 2010 Vincitore come eccezionale interpretazione in una serie drama in Doctor Who
  - 2014 Candidatura come Detective della TV in Broadchurch
  - 2015 Vincitore di uno speciale riconoscimento alla carriera
- People's Choice Awards
  - 2015 Vincitore come attore preferito in una nuova serie TV in Gracepoint
  - 2016 Candidatura come attore preferito in una serie fantascientifica in Jessica Jones
- Royal Television Society
  - 2007 Candidatura come miglior attore in Doctor Who, Recovery
  - 2011 Candidatura come miglior attore in Single Father
- Satellite Awards
  - 2008 Candidatura come miglior attore in una serie TV drama in Doctor Who
- Saturn Award
  - 2008 Candidatura come miglior attore della televisione in Doctor Who – La fine del tempo
  - 2016 Candidatura come miglior attore di supporto in Jessica Jones
  - 2019 Candidatura come miglior attore protagonista in Good Omens
- Scream Awards
  - 2008 Candidatura come miglior attore in una serie fantascientifica in Doctor Who
- SFX Awards
  - 2007 Vincitore come miglior attore in Doctor Who
  - 2008 Vincitore come miglior attore in Doctor Who
  - 2010 Vincitore come miglior attore in Doctor Who
  - 2011 Candidatura come miglior attore in Doctor Who
- TV Quick e Choice Awards
  - 2006 Vincitore come miglior attore in Doctor Who
  - 2007 Vincitore come miglior attore in Doctor Who
  - 2008 Vincitore come miglior attore in Doctor Who
  - 2011 Vincitore come miglior attore in Single Father
  - 2013 Vincitore come miglior attore in Broadchurch

## Doppiatori italiani
Nelle versioni in italiano delle opere in cui ha recitato, David Tennant è stato doppiato da:
- Christian Iansante in Last September, Top Gear, Doctor Who, Good Omens, Il giro del mondo in 80 giorni, Rivals
- Francesco Bulckaen in Una sposa in affitto, Shakespeare da scoprire, Inside Man
- Vittorio De Angelis ne Los Angeles senza meta, Il mio amico Einstein
- Guido Di Naccio in La nostra vacanza in Scozia, Litvinenko - Indagine sulla morte di un dissidente
- Riccardo Niseem Onorato in Harry Potter e il calice di fuoco
- Danilo De Girolamo in Casanova
- Nanni Baldini in Doctor Who (ep. 1x13)
- Oreste Baldini in Blackpool
- Gaetano Varcasia in Fright Night - Il vampiro della porta accanto
- Massimiliano Manfredi in Broadchurch
- Alessandro Quarta in Jessica Jones
- Franco Mannella in Maria regina di Scozia
- Andrea Lavagnino in Camping
- Mauro Gravina in Criminal: Regno Unito

Da doppiatore è sostituito da:
- Fabrizio Vidale in DuckTales, Cip & Ciop agenti speciali
- Alessandro Quarta in Pirati! Briganti da strapazzo, I Griffin
- Renato Cecchetto ne La casa di Topolino
- Stefano Crescentini in Tree Fu Tom
- Oliviero Dinelli in Star Wars: The Clone Wars
- Francesco De Francesco in Dragons
- Vittorio Guerrieri in Postino Pat - Il film
- Alessandro Rigotti in Teenage Mutant Ninja Turtles
- Omar Maestroni in LEGO Dimensions
- Paolo Vivio in Ferdinand
- Matteo De Mojana in Call of Duty: World War 2
- Massimiliano Plinio in Final Space
- Francesco De Marco in A casa dei Loud: Il film
- Massimiliano Lotti in La leggenda di Vox Machina
- Oreste Baldini in Il prodigioso Maurice
- Guido Di Naccio in Ahsoka
- Christian Iansante in I Simpson

## Curiosità
- Russell T. Davies, dovendo scegliere un sostituto di Christopher Eccleston nel ruolo del Dottore in Doctor Who, avendo deciso di lasciare dopo una sola stagione, decise di scegliere Tennant, perché disse che si era trovato molto bene a dirigerlo nella miniserie del 2004 della BBC Casanova, nel ruolo di Giacomo Casanova, che ebbe molto successo in Inghilterra.
- Nel 2008, Tennant è stato votato come "Miglior Star del Pianeta" in un voto online tenuto da Playhouse Disney come parte del premio Attivo per il Pianeta.
- Nel dicembre 2005, The Stage ha collocato Tennant al numero 6 nella classifica "Top Ten" dei più influenti artisti televisivi britannici dell'anno, citando i suoi ruoli in Blackpool, Casanova, Secret Smile e Doctor Who.
- Dato il grande successo britannico di Broadchurch, la Fox decise di produrre un remake un anno dopo, dal nome Gracepoint e Chris Chibnall, ideatore di entrambe le serie, decise di scegliere Tennant in entrambi i ruoli del detective protagonista, cambiandogli solo il nome (Alec Hardy in Broadchurch ed Emmett Carver in Gracepoint).